# Transformation bilinéaire
La transformation bilinéaire est une méthode de traitement numérique du signal pour la conception de filtres numériques calqués sur des filtres analogiques. Elle permet le passage d'une représentation continue à une représentation discrète des filtres.
La transformation bilinéaire est un cas particulier de transformation de Möbius. L'image de la droite imaginaire ({\displaystyle i\omega }) est le cercle unité dans le plan complexe. Cette propriété permet de passer de la variable {\displaystyle p} de la transformée de Laplace (la transformée de Fourier est obtenue en prenant {\displaystyle Re[p]=0\ }) à la variable {\displaystyle z} de la transformée en Z (la transformée de Fourier est obtenue en prenant {\displaystyle |z|=1}).

## Définition
La méthode de la transformation bilinéaire consiste en l'application de la substitution {\displaystyle p\leftarrow k{\frac {1-z^{-1}}{1+z^{-1}}}} dans la transformée de Laplace {\displaystyle H_{a}(p)} d'un filtre analogique. On obtient l'expression de la transformée en Z d'un filtre discret {\displaystyle H_{d}(z)}
{\displaystyle H_{d}(z)=H_{a}\left(k{\frac {1-z^{-1}}{1+z^{-1}}}\right)}

## Propriétés
- L'image du semi-plan complexe gauche ({\displaystyle Re(p)<0}) par la transformation bilinéaire est le disque unité. La conséquence de cette propriété est que la transformation bilinéaire préserve la stabilité d'un filtre.

- Chaque point {\displaystyle p=i\omega _{a}} de l'axe imaginaire a pour image le point {\displaystyle z=e^{i\omega T}}, où les pulsations {\displaystyle \omega _{a}} et {\displaystyle \omega } sont reliées par {\displaystyle \omega _{a}=k\tan \left(\omega {\frac {T}{2}}\right)}. L'égalité entre {\displaystyle \omega } et {\displaystyle \omega _{a}} dans l'approximation des faibles pulsations ({\displaystyle \omega \ll 1/T}) est obtenue pour {\displaystyle k={\frac {2}{T}}} ({\displaystyle T} est le temps entre chaque échantillon).

- Lorsque {\displaystyle \omega } décrit l'intervalle {\displaystyle ]-{\frac {\pi }{T}},+{\frac {\pi }{T}}[}, {\displaystyle \omega _{a}} décrit l'intervalle {\displaystyle ]-\infty ,+\infty [}.

- Le filtre obtenu par la méthode de la transformation bilinéaire a les mêmes propriétés que le filtre analogique (même réponse en gain, même réponse en phase), avec toutefois une contraction de l'axe fréquentiel. La distorsion de l'échelle des fréquences est d'autant plus forte que l'on s'approche de la fréquence de Nyquist.

## Limite discret - continu
La méthode de la transformation bilinéaire correspond au développement suivant lorsque {\displaystyle T} le temps de discrétisation converge vers 0 :
{\displaystyle {\begin{aligned}z&=e^{pT}\\&={\frac {e^{pT/2}}{e^{-pT/2}}}\\&\approx {\frac {1+pT/2}{1-pT/2}}\end{aligned}}}
dont la réciproque est 
{\displaystyle {\begin{aligned}p&={\frac {1}{T}}\ln(z)\\&\approx {\frac {2}{T}}{\frac {1-z^{-1}}{1+z^{-1}}}\end{aligned}}}
Une justification de ce développement est la méthode des trapèzes décrite ci-dessous.

### Approximation trapézoïdale

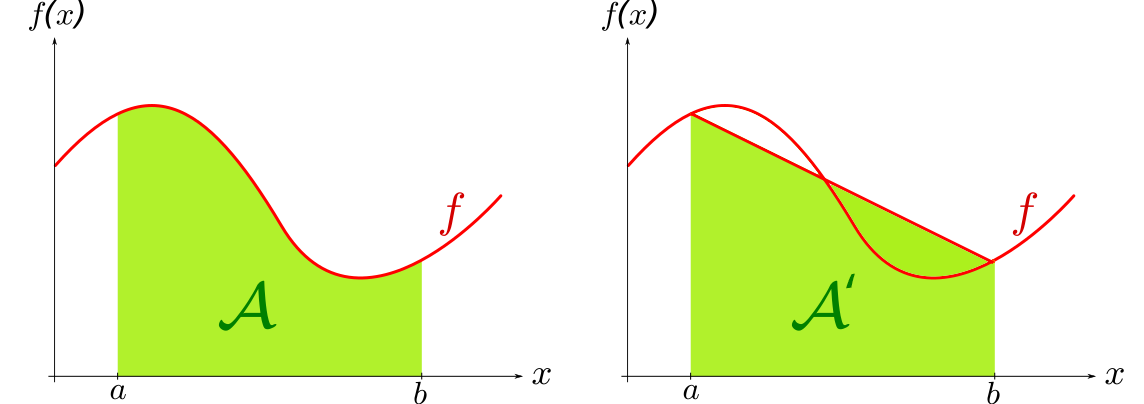
approximation trapezoïdale concept des aires sous la courbe

Sur l'image de gauche l'aire sous la courbe vaut: {\displaystyle {\mathcal {A}}=\int _{a}^{b}f(x)\,\mathrm {d} x=F(b)-F(a)}
Si on définit les bornes comme deux échantillons temporels au pas de temps {\displaystyle Te} alors on a :
{\displaystyle a=(k-1)Te} et {\displaystyle b=kTe}
ce qui donne l'aire sous la courbe:
{\displaystyle {\mathcal {A}}=\int _{(k-1)Te}^{kTe}f(x)\,\mathrm {d} x=F(kTe)-F((k-1)Te)}
Si on exprime cette relation à l'aide la transformée en z:
{\displaystyle {\mathcal {A}}=(1-z^{-1})F(z)}
Sur l'image de droite l'aire sous le trapèze vaut: {\displaystyle {\mathcal {A'}}={\frac {f(b)+f(a)}{2}}(b-a)}
ce qui donne à partir de la définition temporelle des bornes a et b
{\displaystyle {\mathcal {A'}}={\frac {f(kTe)+f((k-1)Te)}{2}}Te}
Si on exprime cette relation à l'aide la transformée en z:
{\displaystyle {\mathcal {A'}}=(1+z^{-1}){\frac {Te}{2}}f(z)}
Lorsque Te est petit et par approximation on peut écrire que:
{\displaystyle {\mathcal {A}}={\mathcal {A'}}}
Si on exprime les équations précédentes à l'aide la transformée en z:
{\displaystyle F(z)={\frac {Te}{2}}{\frac {1+z^{-1}}{1-z^{-1}}}f(z)}
et comme d'après la transformée de Laplace on a:
{\displaystyle F(p)={\frac {1}{p}}f(p)}
par identification on a donc:
{\displaystyle {\frac {1}{p}}\approx {\frac {Te}{2}}{\frac {1+z^{-1}}{1-z^{-1}}}}
dont l'inverse est:
{\displaystyle p\approx {\frac {2}{Te}}{\frac {1-z^{-1}}{1+z^{-1}}}}